# ذالشئ (ردفان)

تعديل مصدري - تعديل

ذالشئ هي إحدى قرى عزلة الحبيلين بمديرية ردفان التابعة لمحافظة لحج، بلغ تعداد سكانها 25 نسمة حسب تعداد اليمن لعام 2004.